# Malik Ayaz

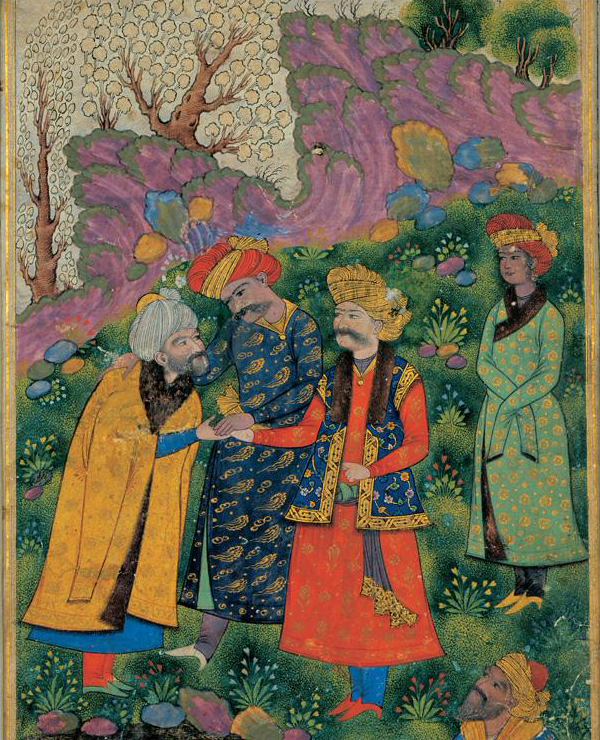
Mahmud y Ayaz: El sultán está a la derecha, vestido de rojo, dando la mano al jeque, con Ayaz detrás, vestido de verde. La figura a su derecha, vestido de azul marino, es el jeque Abbas I, que reinó unos 600 años más tarde.Museo de Teherán de Arte Contemporáneo, Teherán

Malik Ayaz, hijo de Aymāq Abu'n-Najm, era un esclavo de Georgia que consiguió elevarse al nivel de funcionario y general del ejército del sultán Mahmud de Gazni. El amor de Malik Ayaz por Mahmud inspiró historias y poemas,  mientras que historiadores musulmanes locales y sufís celebran a Malik Ayaz debido a su inquebrantable lealtad feudal a Mahmud Ghaznavi.

## Primeros años y carrera feudal
En 1021, el Sultán nombró a Ayaz rey de Lahore, que el Sultán había tomado después de un largo asedio y una feroz batalla en la que la ciudad fue quemada y despoblada. Como el primer gobernador musulmán de Lahore, reconstruyó y repobló la ciudad. También construyó importante infraestructuras, como un fuerte de mampostería, que construyó entre 1037 y 1040 sobre las ruinas del fuerte anterior, destruido durante la conquista; y la puerta de la ciudad, según fue documentado por Munshi Sujan Rae Bhandari, autor del Khulasatut Tawarikh (1596 d. C.). El fuerte de Lahore actual fue construido en la misma ubicación. Bajo su regencia la ciudad se convirtió en un centro cultural y académico, conocido por su poesía.
La tumba de Malik Ayaz todavía puede ser vista en el Rang Mahal, el área comercial de Lahore. La tumba y el jardín fueron destruidos por los sijs, durante su dominio de la ciudad, y la tumba fue reconstruida después de la independencia de Pakistán.

## Malik Ayaz en el sufismo
Amjad Farid Sabri, el derrotado qawwal de Pakistán, representó una canción dedicada a Malik Ayaz, en la que alaba al hombre por su lealtad feudal a Mahmud de Gazni. La canción también menciona a Ajmer Sharif Dargah y cómo atrae devotos con la misma devoción.